# Rhipidia (Eurhipidia) formosana formosana
Rhipidia (Eurhipidia) formosana formosana is een ondersoort van de tweevleugelige Rhipidia (Eurhipidia) formosana uit de familie steltmuggen (Limoniidae). De ondersoort komt voor in het Oriëntaals gebied.